# Jonathan Tehau
Jonathan Tehau (ur. 5 stycznia 1988) – piłkarz z Tahiti grający na pozycji napastnika. Jest wychowankiem klubu AS Tamarii. Jego bracia Lorenzo Tehau, Alvin Tehau oraz kuzyn Teaonui Tehau także są piłkarzami i reprezentantami Tahiti.

## Kariera klubowa
Karierę piłkarską Tehau rozpoczął w klubie AS Tamarii. W 2008 roku zadebiutował w nim w pierwszej lidze Tahiti.

## Kariera reprezentacyjna
W reprezentacji Tahiti Tehau zadebiutował w 2011 roku. W 2012 roku wystąpił z Tahiti w Pucharze Narodów Oceanii. Tahiti ten turniej wygrało po raz pierwszy w historii, a Tehau zdobył na nim cztery gole. W 2013 roku w fazie grupowej Pucharu Konfederacji zdobył pierwszą bramkę dla reprezentacji Tahiti w historii turnieju (spotkanie przeciwko reprezentacji Nigerii 1:6). W tym samym spotkaniu strzelił bramkę samobójczą.